# Bartolomé Hidalgo

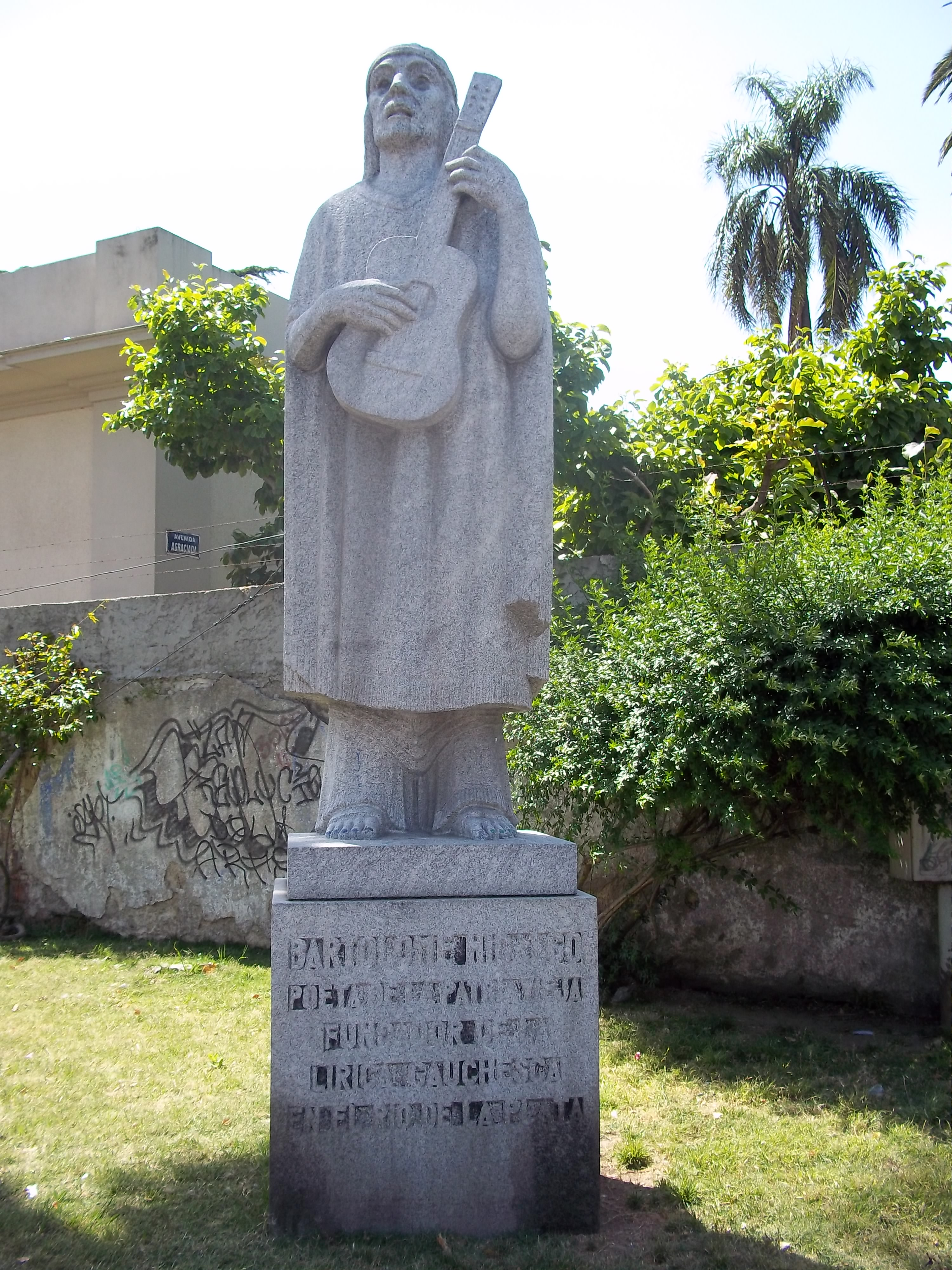

Bartolomé Hidalgo (Montevideo, 24 agosto 1788 – Buenos Aires, 28 novembre 1822) è stato uno scrittore, poeta e drammaturgo uruguaiano.

## Biografia
Hidalgo nacque in una famiglia poco agiata di origine argentina,
e prima di intraprendere la carriera letteraria svolse vari mestieri per mantenere la famiglia, tra i quali quello di parrucchiere, di ufficiale nell'esercito uruguaiano e argentino durante il periodo delle guerre d'indipendenza, oltre a quello di tesoriere della Dogana di Buenos Aires che mantenne fino alla morte.
Se si hanno poche informazioni sul suo percorso di studi e di formazione, tranne le sue letture neoclassiche spagnole e la sua breve frequentazione delle scuole francescane,
non sono nemmeno tante le opere di Hidalgo rintracciabili ai nostri giorni: i critici letterari sono certi che realizzò vari cieliti (poesie popolari), tra i quali alcuni anonimi, e Un gaucho de la Guardia del Monte contesta Manifiesto de Ferdinando VII, caratterizzato dalla presenza di un protagonista in comune con i Dialoghi, lavori intrisi di sentimenti patriottici e di stile neoclassico, esaltanti lo sviluppo delle scienze, delle arti e del mondo culturale e produttivo in generale.
Dopo una breve parentesi politica nella quale assunse il ruolo di Ministro ad interim delle Finanze fino alla metà del 1815,
ed una teatrale culminata il 30 gennaio del 1816, quando fu rappresentata alla Casa de Comedias la sua opera Sentimiento de un patriota e con la sua nomina a direttore del teatro, Hidalgò si dedicò a quegli scritti che lo resero noto ed apprezzato, ossia i tre Dialoghi fra due gauchos: uno esponente autorevole delle Isole del Tordillo e l'altro della Guardia del Monte.
I titoli dei Dialoghi furono Diálogo patriótico interesante entre Jacinto Chano, capataz de una estancia en las islas del Tordillo, y el gaucho de la Guardia del Monte (1821), Nuevo diálogo patriótico entre Ramón Contreras, gaucho de la Guardia del Monte, y Chano, capataz de una estancia en las islas del Tordillo (1820), Relación que hace el gaucho Contreras a Jacinto Chano de todo lo que vio en las fiestas Mayas de Buenos-Ayres, en el año 1822 (1822).
La trama dei Dialoghi fu incentrata sui discorsi riguardanti la guerra d'indipendenza, come quelli sulle lotte per la libertà, il potere distorto dei 'signori della guerra', la difficile conquista delle libertà, connotati da un gusto letterario e da un timbro innovativo, originale, popolaresco, notevolmente distante dalla corrente neoclassica in auge in quegli anni.
Hidalgo si dimostrò un profondo conoscitore degli usi, costumi e modalità linguistico-espressive dei gauchos, riuscendo a coglierne in pieno le loro tante sfumature e peculiarità.
Uno dei meriti di Hidalgo fu quello di aver diffuso nell'ambito letterario le virtù dei gauchos e proprio per questo le sue opere sono accostate al Martín Fierro di José Hernández, ed il suo nome ai grandi protagonisti della letteratura sudamericana.
Hildago morì di tubercolosi il 28 novembre 1822 all'età di trentaquattro anni.
Per ricordare la figura di Hidalgo, il 24 agosto in Uruguay viene festeggiata la Giornata Nazionale del Payador.